# حسین بصیر
حسین بصیر (زاده ۱۳۲۲ فریدون‌کنار - درگذشته ۲ اردیبهشت ۱۳۶۶ ماووت) نظامی ایرانی بود، که در خلال جنگ ایران و عراق به‌عنوان قائم‌مقام فرمانده لشکر ۲۵ کربلا فعالیت می‌کرد.

## زندگی‌نامه
حسین جان بصیر فرزند محمدحسن بصیر در سال ۱۳۲۲ در شهر فریدونکنار زاده شد. از همان اوایل کودکی علاقه خاصی به مسایل مذهبی داشت و طی سال‌های قبل از وقوع انقلاب، مشاغل گوناگونی را تجربه کرد. در همین سال‌ها به مبارزه با رژیم پهلوی پرداخت.

## پس از انقلاب و جنگ
پس از وقوع انقلاب، مدتی در کنار مجاهدین افغانی علیه شوروی به مبارزه پرداخت. با آغاز جنگ ایران و عراق به جبهه رفت و سرانجام در شامگاه یکی از روزهای اردیبهشت ماه در سال ۱۳۶۶ و در عملیات کربلای ۱۰ با مسئولیت قائم مقام لشکر در دشت ماووت در خاک عراق کشته شد.

## جنگ ایران و عراق

### لشکر ۲۵ کربلا
- جانشین گروهان
- فرمانده گروهان
- فرمانده گردان
- فرمانده محور جبهه ذوالفقاری آبادان تا جبهه ماهشهر
- فرمانده تیپ یکم

### سایر مسئولیت‌ها
- فرمانده گردان یا رسول در عملیات طریق القدس
- عملیات فتح بستان
- عملیات رمضان
- عملیات محرم
- عملیات خیبر
- عملیات بدر
- عملیات‌های والفجر ۴و۶و۷و۸
- عملیات‌های کربلای ۱و۲و۳و۵و۸و۹
- قائم مقام لشکر در عملیات کربلای ۱۰

## وصیت‌نامه
سفارشم این است که از ناموس و وطن خود دفاع کنید و اجازه ندهید هیچکس به وطن و ناموس شما دست درازی کند.